# フラボガロン酸
フラボガロン酸(flavogallonic acid)は、ヴァロニアオーク(Quercus macrolepis)、クリ属の木、モモタマナ属の一種ターミナリアミリオカルパで見られる加水分解性タンニンである。